# Bankia fimbriatula
Bankia fimbriatula is een tweekleppigensoort uit de familie van de Teredinidae. De wetenschappelijke naam van de soort is voor het eerst geldig gepubliceerd in 1931 door Moll & Roch.